# 睿友學校
睿友學校是中華民國金門縣金沙鎮三山里碧山聚落的一座歷史建築，是金門縣縣定古蹟。

## 歷史
1934年在東南亞經營木材生意的金門籍華僑陳睿友去世前捐資銀元二萬圓，委托同鄉華僑陳德幸主持修建小學，第一期主體建築於1936年竣工，招收碧山及鄰近村莊的學生免費就讀，第二期計劃的教師生活設施及運動場因抗戰爆發金門淪陷而被迫終止修建，抗戰勝利後，小學靠東南亞華僑的捐款得以繼續運作，金門保衛戰爆發後學校被軍方徵用作營房，二期工程的剩餘建材也被用於修築防禦工事，1951年在此設立碧山小學，1958年新建安瀾國小後，校舍改作三山村公所，後因年久失修而荒廢，2006年金門縣政府將其公告為縣定古蹟。

## 建築
睿友學校佔地面積二十餘畝，其中建築面積佔近三分之一，規劃有禮堂、教室、教師辦公室、教職員宿舍、運動場、升旗臺、厨房、浴室厠所等建築物，校舍建築中西結合，正面仿巴洛克風格，山牆上飾有國旗國徽和花鳥泥塑。2009年12月30日年起開始大規模修繕，在原校舍内增設社區圖書館等公共設施，2012年4月14日修繕完畢開放觀光，2018年底在建築内增設睿友文學館，每季規劃一檔展出。